# Na Terra dos Gregórios
Na Terra dos Gregórios é um romance de Gregório Cascalheira publicado em 1928.

## Resumo da Obra
Na Terra dos Gregórios é a obra de referência de Gregório Cascalheira, que trata a sociedade rural portuguesa no início do século XX.  A trama decorre na Lagarteira e em Entrefaias, que deverão ser metáforas de Sardoal e Entrevinhas, respectivamente.